# Egliswil
Egliswil és un municipi del cantó d'Argòvia (Suïssa), situat al districte de Lenzburg.
El municipi té una superfície, a partir del 2009, de 6,29 quilòmetres quadrats. D'aquesta àrea, 3,28 km² o el 52,1% s'utilitza amb finalitats agrícoles, mentre que 2,5 km² o el 39,7% són boscos. De la resta de la terra, 0,52 km² o 8,3% estan poblats (edificis o carreteres), 0,02 km² o 0,3% són rius o llacs i 0,01 km² o 0,2% és terres improductives.
De la superfície construïda, l'habitatge i els edificis representaven el 4,1% i les infraestructures de transport el 3,0%. Fora de la terra boscosa, tota la superfície forestal està coberta de boscos pesats. De les terres agrícoles, el 35,1% es destina a conreus i el 15,4% a pastures, mentre que l'1,6% s'utilitza per a horts o conreus de vinya. Tota l'aigua del municipi està en rius i rieres.